# Kuwaitische Luftstreitkräfte
Die Kuwaitische Luftwaffe (arabisch القوات الجوية الكويتية, DMG al-quwwāt al-ǧawwiyya al-kuwaitiyya; englisch Kuwait Air Force) ist die Luftstreitmacht der Streitkräfte des Emirat Kuwait.

## Gliederung
Die 2500 Mann starke Luftwaffe gliedert sich in Staffeln; diese sind:
- 9. Kampfstaffel (F-18C/D)
- 12. Jagdbomber-/Ausbildungsstaffel (Hawk)
- 19. Ausbildungsstaffel (Tucano)
- 25. Kampfstaffel (F-18C/D)
- 32. Hubschrauberstaffel (SA.330F)
- 33. Hubschrauberstaffel (SA.342L)
- 41. Lufttransportstaffel
- 62. Hubschrauberstaffel (AS.532SC)
- 88. Kampfhubschrauberstaffel (AH-64D)

## Stützpunkte
Das Hauptquartier befindet sich in der Luftwaffenbasis al-Mubarak, weitere Flugplätze sind die Luftwaffenbasis Ali al-Salem und die Luftwaffenbasis Ahmad al-Jaber.

## Aktuelle Ausrüstung
Zur Modernisierung ihrer Luftstreitkräfte bestellte Kuwait im September 2015 achtundzwanzig Eurofighter Typhoon (22 Einsitzer und 6 Doppelsitzer) und beabsichtigt vierundzwanzig Hubschrauber des Typs H225M von Airbus Helicopters zu beschaffen.

### Flugzeuge
Stand: Ende 2021
| Luftfahrzeuge                   | Herkunft               | Verwendung                      | Version        | Aktiv          | Bestellt       | Anmerkungen                                                      |
| Kampfflugzeuge                  | Kampfflugzeuge         | Kampfflugzeuge                  | Kampfflugzeuge | Kampfflugzeuge | Kampfflugzeuge | Kampfflugzeuge                                                   |
| ------------------------------- | ---------------------- | ------------------------------- | -------------- | -------------- | -------------- | ---------------------------------------------------------------- |
| Eurofighter Typhoon             | Europäische Union      | Mehrzweckkampfflugzeug          |                | 4              | 24             | Die ersten beiden Eurofighter wurden im Dezember 2021 geliefert. |
| McDonnell Douglas F/A-18 Hornet | Vereinigte Staaten     | Mehrzweckkampfflugzeug          | F/A-18C        | 27             |                |                                                                  |
| Boeing F/A-18                   | Vereinigte Staaten     | Mehrzweckkampfflugzeug          | F/A-18E        |                | 22             | Weitere 10 geplant                                               |
| Flugzeuge für Spezialmissionen  |                        |                                 |                |                |                |                                                                  |
| Beechcraft King Air             | Vereinigte Staaten     | Aufklärungsflugzeug             | King Air 350   |                |                | 4 Maschinen sind geplant.                                        |
| Lockheed KC-130                 | Vereinigte Staaten     | Tankflugzeug                    | KC-130J        | 3              |                |                                                                  |
| Transportflugzeuge              |                        |                                 |                |                |                |                                                                  |
| Boeing C-17 Globemaster III     | Vereinigte Staaten     | Strategisches Transportflugzeug | C-17A          | 2              |                |                                                                  |
| Schulflugzeuge                  |                        |                                 |                |                |                |                                                                  |
| McDonnell Douglas F/A-18 Hornet | Vereinigte Staaten     | doppelsitzige Kampfflugzeuge    | F/A-18D        | 7              |                |                                                                  |
| Boeing F/A-18                   | Vereinigte Staaten     | doppelsitzige Kampfflugzeuge    | F/A-18F        |                | 6              | Weitere 2 geplant                                                |
| BAE Hawk                        | Vereinigtes Königreich | Strahltrainer                   | Hawk 64        | 6              |                |                                                                  |

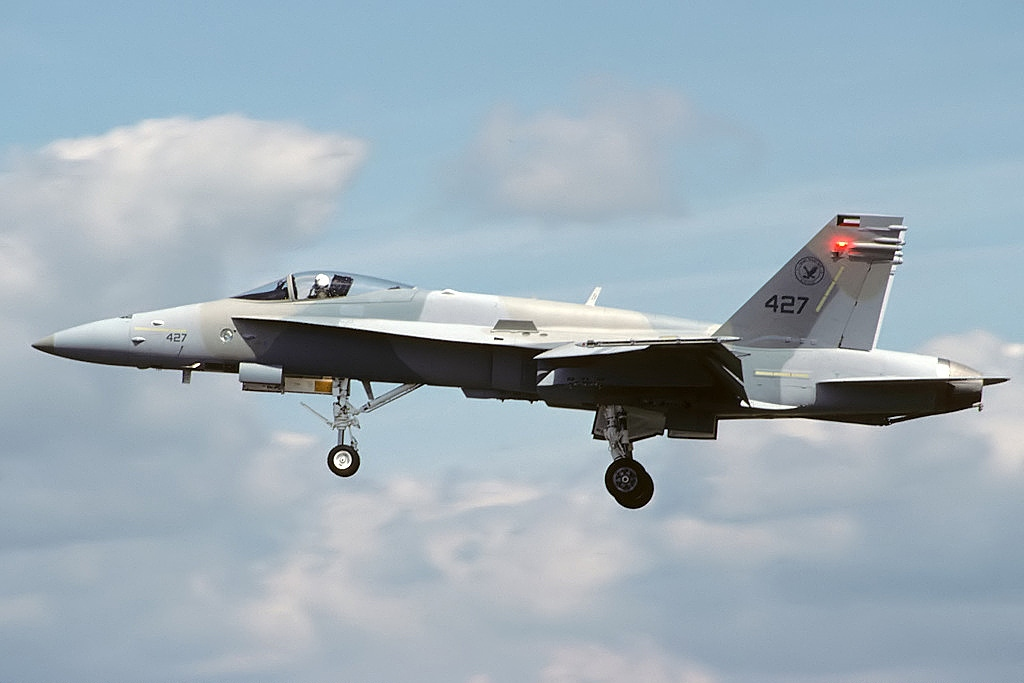
Kuwaitische KAF-18C

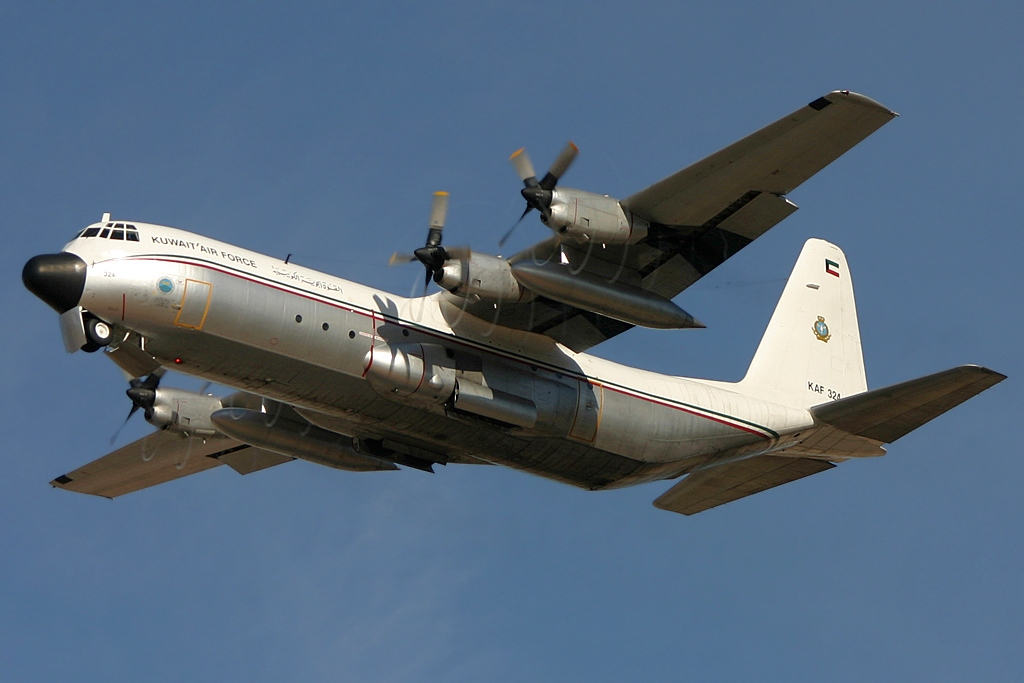
Ehemalige Kuwaitische L-100-30 Hercules

Die letzten 3 C-130 Hercules und 12 EMB 312 wurden ausgemustert.

### Hubschrauber
Stand: Ende 2021
| Luftfahrzeuge               | Herkunft                          | Verwendung                           | Version       | Aktiv | Bestellt | Anmerkungen       |
| --------------------------- | --------------------------------- | ------------------------------------ | ------------- | ----- | -------- | ----------------- |
| Boeing AH-64 Apache         | Vereinigte Staaten                | Kampfhubschrauber                    | AH-64D AH-64E | 16    |          | Weitere 8 geplant |
| Aérospatiale AS 332 Cougar  | Frankreich Vereinigtes Königreich | Mittelschwerer Transporthubschrauber |               | 5     |          |                   |
| H225M Caracal               | Frankreich                        | Mehrzweckhubschrauber                |               | 12    | 6        |                   |
| Aérospatiale SA 330 Puma    | Frankreich Vereinigtes Königreich | Mittelschwerer Transporthubschrauber |               | 6     |          |                   |
| Aérospatiale SA 342 Gazelle | Frankreich Vereinigtes Königreich | Mehrzweckhubschrauber                |               | 13    |          |                   |

Die letzten 2 Sikorsky S-92 Hubschrauber wurden ausgemustert.

### Waffensysteme
Luft-Luft-Raketen:
- AIM-9 L Sidewinder ()
- R.550 Magic ()
- AIM-7 F Sparrow ()
- AIM-120C7 AMRAAM ()

Luft-Boden-Raketen:
- AGM-65 G Maverick ()
- AGM-114 K Hellfire ()
- HOT (/ )

Seezielflugkörper:
- AGM-84 D Harpoon ()

Flugabwehrwaffen:
- 40× MIM-104D ()
- 12× Aspide mit Skyguard (/ )
- 12+ Oerlikon 35-mm-Zwillingskanone ()